# Mary Galway
Mary Galway (1864 - 26 septembre 1928) est une syndicaliste et suffragiste irlandaise.

## Biographie
Originaire du comté de Down, Mary Galway est née près de Moira, où elle grandit avec ses quatre sœurs. Puis, elle déménage à Belfast, où les revenus de sa famille dépendent de l'industrie du tissage du lin. Mary Galway commencée à travailler à l'âge de 11 ans et rejoint la Textile Operatives Society of Ireland. En 1898, elle est élue à l'exécutif du Belfast Trades Council. La même année, elle représente le Belfast Trades Council au cinquième congrès irlandais des syndicats, aux côtés de Lizzie Bruce.

## Syndicalisme et industrie textile
En 1907, Mary Galway est nommée présidente de la Textile Operatives Society of Ireland. Elle est également la première femme à siéger à l'exécutif national du Congrès des syndicats irlandais. En 1910, elle est la première femme élue vice-présidente du syndicat. 
Avant 1900, le syndicat comptait 1 000 membres. En 1918, les membres sont plus de 10 000. James Connolly et Mary Galway se sont affrontés lorsque celui-ci fonde ce qu’elle juge être un syndicat concurrent. Elle parvient cependant à atteindre des objectifs significatifs pour ses membres et à établir de nouvelles branches dans tout le pays,. 
Tout au long de son engagement syndical et parcours professionnel, elle appelle à l'égalité des sexes, au suffrage des femmes, et à leur représentation au Parlement Britannique,.
Mary Galway est également membre du Comité central pour l'emploi des femmes en Ulster, et une contributrice régulière aux débats du The Irish Citizen sur les salaires, la lutte des classes ou les droits des travailleurs,,.
Marie Galway témoigne devant le Parlement Britannique sur un certain nombre de questions relatives aux travailleurs et contribue à éliminer le concept des enfants scolarisés à mi-temps et travaillant le reste de la journée. Elle défend également la baisse de la durée hebdomadaire du travail à quarante-huit heures.